# Іван Бейрон
Іван Бейрон (англ. Ivan Baron; нар. 12 листопада 1972) — колишній американський тенісист.
Найвищу одиночну позицію світового рейтингу — 218 місце досяг 19 червня, 1995, парну — 156 місце — 10 липня, 1995 року.

## Фінали турнірів ATP за кар'єру

### Парний розряд: 1 (0–1)
| Результат | W/L | Дата     | Турнір             | Покриття | Партнер           | Суперники                  | Рахунок  |
| --------- | --- | -------- | ------------------ | -------- | ----------------- | -------------------------- | -------- |
| Поразка   | 0–1 | Тра 1996 | Корал-Спрінгс, США | Ґрунт    | Бретт Гансен-Дент | Тодд Вудбрідж Марк Вудфорд | 3–6, 3–6 |

## Титули на челленджерах

### Парний розряд: (3)
| Ранг | Рік  | Турнір             | Покриття | Партнер            | Суперники                      | Рахунок       |
| ---- | ---- | ------------------ | -------- | ------------------ | ------------------------------ | ------------- |
| 1.   | 1994 | Бразиліа, Бразилія | Тверде   | Білл Барбер        | Нелсон Аертс Даніло Марселіно  | 6–0, 7–5      |
| 2.   | 1995 | Кіто, Еквадор      | Ґрунт    | Ієн Вільямс        | Пабло Кампана Ніколас Лапентті | 6–3, 2–6, 6–3 |
| 3.   | 1995 | Пекін, КНР         | Тверде   | Жоао Кунья е Сілва | Лоренс Тілеман Мартін Цумпфт   | 6–4, 6–4      |